# 829

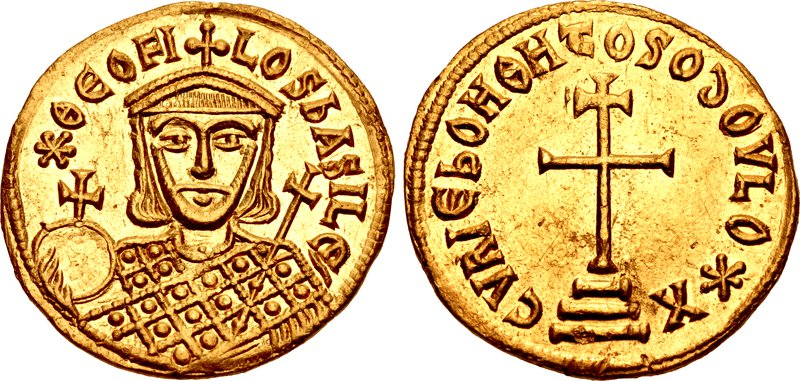
Keizer Theophilos (ca. 804-842)

Het jaar 829 is het 29e jaar in de 9e eeuw volgens de christelijke jaartelling.

## Gebeurtenissen

### Byzantijnse Rijk
- Herfst - Keizer Michaël II overlijdt in Constantinopel na een regeerperiode van ruim 8 jaar en wordt opgevolgd door zijn zoon Theophilos als heerser van het Byzantijnse Rijk.

### Brittannië
- Koning Egbert van Wessex verenigt de Angelsaksische koninkrijken onder zijn heerschappij en sticht daarmee het koninkrijk Engeland.

### Europa
- Keizer Lodewijk I ("de Vrome") benoemt in Worms op aandringen van zijn vrouw Judith de 6-jarige Karel tot hertog van Allemannië. Lodewijk overtreedt hiermee zelf de Ordinatio Imperii.
- Er ontstaat een crisis in het Frankische Rijk tussen koning Lotharius I, zijn broers en Wala van Corbie, en Bernhard van Septimanië gesteund door keizerin Judith aan de andere zijde.
- Lodewijk de Duitser volgt zijn broer Lotharius I op als hertog van Beieren.

## Religie
- Ansgarius vertrekt als eerste missionaris naar Zweden. Hij bekeert in de omgeving van het Mälarmeer vele volgelingen tot het christendom.

## Geboren
- Al-Nasa'i, Perzisch hadithverzamelaar (overleden 915)
- Karloman van Beieren, Frankisch koning (waarschijnlijke datum)

## Overleden
- Michaël II, keizer van het Byzantijnse Rijk